# 潘文愷
潘文愷（越南语：／；1854年—？年），越南阮朝進士。

## 生平
潘文愷是廣平省廣寧府麗水縣石舍總左勝邑（今屬廣平省麗水縣）人，嗣德七年（1854年）出生。建福元年（1884年），潘文愷參加承天場鄉試，考中舉人。成泰元年（1889年），會試中格，庭試考中第三甲同進士出身。